# Postplatyptilia camptosphena
Postplatyptilia camptosphena là một loài bướm đêm thuộc họ Pterophoridae. Nó được tìm thấy ở Argentina.
Sải cánh dài 15–22 mm. Con trưởng thành bay từ tháng 11 đến tháng 2.